# 今夜、咲良の木の下で
『今夜、咲良の木の下で』（こんや、さくらのきのしたで）は、bayfmで2017年4月6日未明（5日深夜）から2021年9月30日未明（29日深夜）まで放送されていたラジオ番組である。パーソナリティは宮脇咲良が務める。後述の通り、2019年12月以降は放送を休止していたが、2020年2月20日未明（19日深夜）の放送回より再開した。

## 概要
宮脇咲良として初のラジオレギュラーかつ初の冠番組である。録音放送。番組の略称はさくのき。Twitterの番組ハッシュタグは「#さくのき」。放送終了後から1週間、ラジオ未放送部分を含むコンテンツをインターネットラジオとしてbayfmのサイトから配信している。
番組オープニングは宮脇の鼻歌で始まり、エンディングでは「来週もこの時間、咲良の木の下で、あなたを待ってます！」と締められる。
番組パーソナリティの宮脇は番組開始当時はHKT48のメンバーとして活動していたが、2018年9月以降はIZ*ONEとして韓国内を拠点として活動していたため、IZ*ONEのスケジュールの合間に日本に帰国して収録していた。スケジュールの都合が付かず収録が間に合わなかった場合は、HKT48ほかAKB48グループメンバーが代役を務めることがあった（後述）。

2019年秋になって、IZ*ONEが結成の経緯に関わる不祥事の発覚で活動自粛となったことにより、宮脇も収録に参加できなくなったため、同年11月28日未明の放送をもって番組は休止となった。
休止中は、AKB48グループのメンバーがパーソナリティを務める後述のつなぎ番組を放送し、番組サイドは「宮脇の復帰を待ってすぐに再開する」とコメント。メールの募集も継続。番組HPも閉鎖されずに更新を継続し、つなぎ番組の紹介に充てていた。
2020年2月17日のIZ*ONEの活動再開に伴い、同月20日未明放送分から番組を再開した。新型コロナウイルス感染症の影響で日本に帰国できない事もあり、韓国での録音したもの、もしくはリモート収録したものが放送されていた。
2021年4月29日のIZ*ONEの活動終了後は日本に帰国し、日本国内での収録に戻った。
2021年9月30日（29日深夜）の放送をもって終了した。
2022年7月13日（12日深夜）と20日（19日深夜）の2回にわたって「BAYFM CREATORS BANK〜LIKE LABO〜」の特別版として、『「今夜、咲良の木の下で」カムバックスペシャル』が放送された。
2023年2月2日（1日深夜）から23日（22日深夜）の4回にわたり、2月限定の特別番組として『LE SSERAFIM　SAKURAの「今夜、SAKURAの木の下で」』のタイトルでレギュラー放送時と同時間帯で放送される。

### 代替番組
IZ*ONEが活動休止中の間、当放送枠では11週にわたり、下記の番組が放送された。
- 2019年12月期「bayfm MEETS AKB48スペシャル」
- 2020年1月期・2月6日未明・13日未明「AKB48 2020〜HOPE〜」

## コーナー
咲良的恋愛論
「恋愛は経験で語る時代から、イメージで語る時代へ」をテーマに、宮脇が恋愛論を語る。リスナーからは、異論や反論と恋愛相談を募集する。
吾輩は咲良博士である
嘘か本当か判断のつきにくい宮脇に関する情報を、本人に判断してもらう。

## 代理出演
HKT48の同期メンバー（1期生）やHKT48以外のAKB48グループメンバーがピンチヒッターとして担当することもある。以下、特記のないものは全員、出演当時HKT48ならびにAKB48グループのメンバー。
2018年
- 11月22日・29日未明：植木南央、田中菜津美

2019年
- 1月17日未明：本村碧唯、村重杏奈
- 11月21日未明：向井地美音（AKB48）[18]
- 11月28日未明：横山由依（AKB48）[10]

### 代替番組の出演者
所属チームは放送当時。
bayfm MEETS AKB48スペシャル（2019年12月）
- パーソナリティ
  - 野呂佳代（元AKB48）
- ゲスト（全てAKB48のメンバー）
  - 加藤玲奈（チームA、4日）
  - 武藤十夢（チームK、11日）
  - 柏木由紀（チームB、18日）
  - 村山彩希（チーム4、25日）

AKB48 2020〜HOPE〜（2020年1月・2月上旬）
- パーソナリティ
  - 岩立沙穂・久保怜音（共にAKB48チームB）・山内瑞葵（AKB48チーム4）（1月1日・9日）
  - 松岡はな（HKT48チームTII）・吉橋柚花（AKB48研究生）・大盛真歩（AKB48チームB）・田島芽瑠（HKT48チームH）（1月15日・22日・29日）
  - 田中美久（HKT48チームH）（2月5日・12日）